# Строк запліднення
Строк запліднення, строк зачаття, ембріональний вік, вік плоду або вік (внутрішньоутробного) розвитку — вік від початку життя в описах пренатального розвитку ембріона чи плоду.
Акушерський вік, навпаки, рахується від останньої менструації як початкової точки. Згідно з умовами, акушерський вік розраховується шляхом додавання 14 днів до віку запліднення і навпаки. Хоча запліднення зазвичай відбувається протягом дня овуляції, яка, у свою чергу, відбувається в середньому через 14,6 дня після початку попередньої менструації, існує також значна мінливість у цьому інтервалі, з 95 % прогнозним інтервалом овуляції від 9 до 20 днів після менструації навіть для середньостатистичної жінки, яка має середній час від LMP до овуляції 14,6. У контрольній групі, що представляє всіх жінок, 95 % прогнозований інтервал від LMP до овуляції становить від 8,2 до 20,5 днів.
Середній час до народження було оцінено в 268 днів (38 тижнів і два дні) від овуляції, зі стандартним відхиленням 10 днів або коефіцієнтом варіації 3,7 %.
Вік запліднення іноді використовують постнатально (після народження), а також для оцінки різних факторів ризику. Наприклад, це кращий показник, ніж постнатальний вік, щодо ризику внутрішньошлуночкових крововиливів у недоношених дітей, які отримували екстракорпоральну мембранну оксигенацію.